# Алексеевская (станция метро, Харьков)
«Алексе́евская» (укр. Олексіївська,  (слушать)о файле) — станция Харьковского метрополитена на Алексеевской линии. Расположена между станциями «23 Августа» и «Победа».

## История

### Строительство
Разработка стройплощадки станции началась ещё в 1991 году. К 1993 году была сооружена приблизительно треть тоннелей через Алексеевскую балку, с 1994 по 2002 годы строительство перегона было заморожено. Строительство самой станции началось лишь в 2005.
23 августа 2004 года были открыты две станции Алексеевской линии Харьковского метро «Ботанический сад» и «23 Августа», вслед за которыми вскоре должна была открыться и «Алексеевская». Однако из-за недостаточного финансирования станции, которую первоначально планировали сдать в 2006 году, строительство существенно замедлилось. Сроком сдачи станции назначали 23 августа 2007 года, однако и по его истечении строительство не было завершено.
4 сентября 2007 года в тоннеле погиб проходчик. По информации присутствующих на месте происшествия сотрудников Госгорпромнадзора, мужчина на 10-метровой высоте скалывал породу в тоннеле, когда его по грудь завалило землей и камнями, отчего он скончался ещё до того, как приехала скорая. 7 декабря 2007 года на строительной площадке станции упал на бок кран из-за влажного грунта. Пострадавших и жертв нет, у крана была повреждена стрела.
В августе 2009 года кабинет министров Украины во главе с Юлией Тимошенко выделил 75 млн гривен на достройку станции. Вся сумма была освоена рекордными темпами до конца 2009 года.
В начале 2010 года строительство станции велось за средства городского бюджета. Позднее, деньги на достройку выделило также и государство. Совместными усилиями к концу 2010 года строительство станции было полностью завершено.

### Пуск
Первый пробный поезд на недостроенную станцию прошёл 19 октября 2010 года.
Станция должна была быть открыта 20 декабря 2010 года, но в связи с участием официальных гостей из Киева (в том числе представителей кабинета министров), открытие состоялось на день позже — 21 декабря.
Обкатка линии в тестовом режиме началась 6 декабря 2010 года. 19 октября по первому пути перегона «23 Августа» — «Алексеевская» проехал первый поезд с вагоном-путеизмерителем. На данном поезде присутствовали начальники всех служб метрополитена. 23 октября 2010 года по новой ветке прошёл тестовый поезд с журналистами.
Помимо участка в 2010 м и станции «Алексеевская», в эксплуатацию сдан двухпутный участок перегонного тоннеля до станции «Победа» длиной 1097 м, где организованы тупики для ночной расстановки составов Алексеевской линии. Сдаваемая ветка метро более чем на 1 км превысила длину участка, который был сдан в эксплуатацию в 2004 году.
Первым начальником станции стала Людмила Даниленко.
Прогнозируемый пассажиропоток на станции составляет от 60 до 90 тыс. человек в день.

### Присвоении имени Евгения Кушнарёва
17 января 2007 года, сразу после смерти раненого накануне харьковского политика и государственного деятеля Евгения Кушнарёва, харьковским городским головой Михаилом Добкиным была озвучена информация, что именем Кушнарева будет названа одна из новых станций харьковского метрополитена по Алексеевской линии. На протяжении нескольких последующих лет эта информация то подтверждалась, то опровергалась. В декабре 2010 года была открыта станция метро «Алексеевская», однако имя Кушнарёва этой станции присвоено не было.

## Архитектура

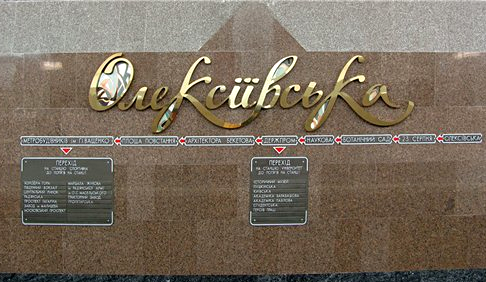
Название станции

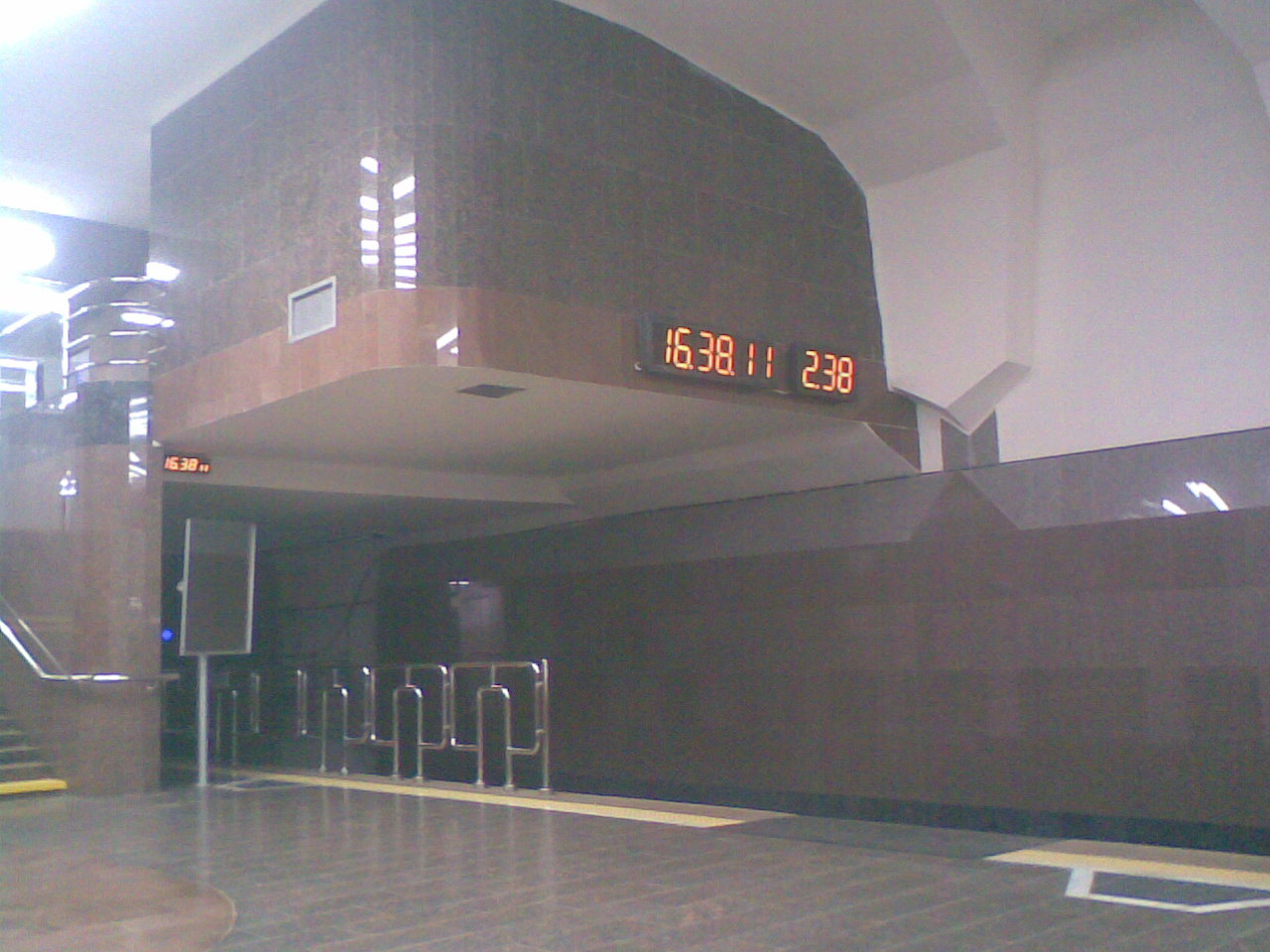
Табло

Станция колонного типа, мелкого заложения. По оси станции располагаются колонны диаметром 1020 мм.
Предварительным проектом станция определялась как пересадочная, поэтому ширина платформы больше стандартной (12 метров вместо 10). Путевые стены станции разукрашены большими рисунками и имеют зеркальные поверхности, визуально увеличивающие объем помещения. Колонны облицованы мрамором, пол из гранита.

### Скамейки вокруг колонн
Сразу после запуска станции разгорелся скандал по поводу скамеек вокруг колонн. Первоначально в печати их стоимость была указана в размере 630 тыс. гривен за 10 штук. (63 тыс. за 1 шт.)
Однако, уже 27 декабря 2010 года Харьковский городской голова Геннадий Кернес на сайте городского совета заявил:
Единственными документами, которые дают ответ на вопрос, сколько в действительности стоили скамейки для станции метро «Алексеевская», — это спецификация к договору и товарная накладная. В них четко указано, что Харьковский метрополитен закупил не 10 лавочек на сумму 630 тыс. грн, а 10 трехсекционных конструкций скамей повышенной износоустойчивости на общую сумму 288 тыс. грн.
Так же на сайте прилагался документ, подтверждающий стоимость в 288 тыс. гривен с учетом НДС.

Несмотря на это, 28 декабря 2010 года на пресс-конференции в Донецке вице-премьер-министр Украины Борис Колесников упрекнул Г. Кернеса и М. Добкина:

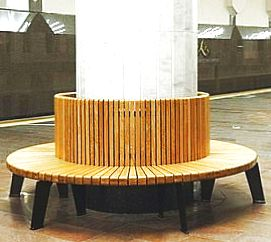
Скамейки станции

Геннадий Адольфович и Михаил Маркович — люди не бедные. Если они покажут свою любовь к Харькову… Почему они не подарили Харьковскому метрополитену, скинулись бы на двоих и 630 тысяч гривен могли бы уплатить сами. И написали бы — лавочки подарены Кернесом и Добкиным.
14 января 2011 года на сайте Харьковского городского совета было сообщено, что прокуратура завершила проверку законности процедуры закупки скамей по запросу Г. Кернеса.
Законность и обоснованность закупочной цены доказана выводом Научно-исследовательского экспертного криминалистического центра Управления МВД Украины на Южной железной дороге, согласно которому рыночная стоимость 10 конструкций скамей на декабрь 2010 года составляла с учетом НДС 288 тыс. грн.

Харьковской межрайонной транспортной прокуратурой вынесено постановление об отказе в возбуждении уголовного дела в отношении служебных лиц КП «Харьковский метрополитен» в связи с отсутствием в их действиях признаков состава преступления.

## Станции-тёзки в других городах СНГ
- Алексеевская (станция метро, Москва)